# Franciszek Adolf Acher

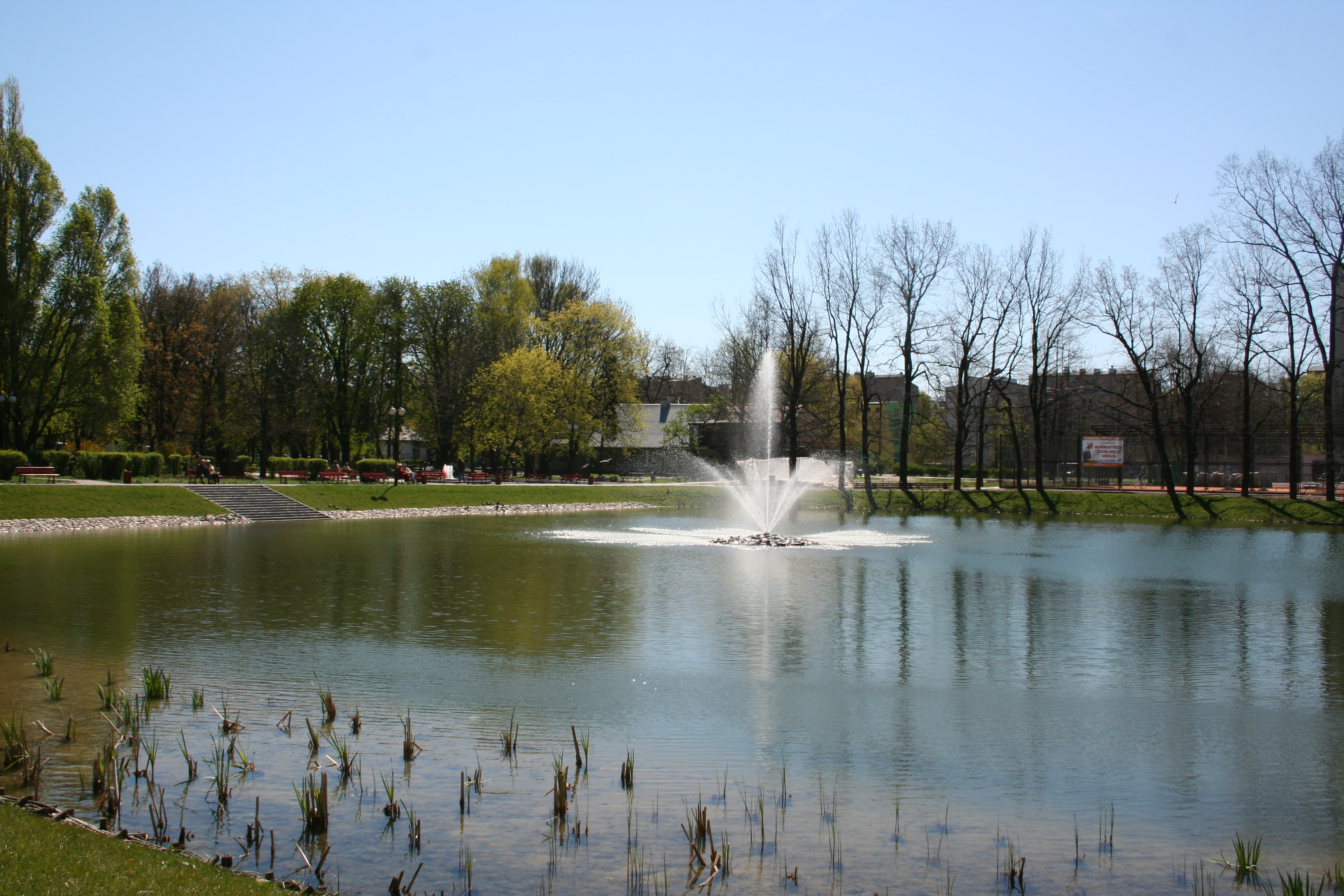
Park Achera w warszawskim Ursusie

Franciszek Adolf Acher (ur. 23 sierpnia 1881 w Warszawie, zm. 4 lipca 1958 tamże) – polski działacz społeczny, agronom, ogrodnik.

## Życiorys
Pochodził z bawarskiej rodziny szlacheckiej, osiadłej na ziemiach polskich na początku XIX wieku. Był synem Adolfa Augusta (1840-1913), właściciela pracowni grawerskiej i domu czynszowego w Warszawie, i Katarzyny z Daabów (zm. 1939) z zasłużonej rodziny przemysłowców warszawskich. Uczęszczał do gimnazjum Rontalera przy warszawskim Zborze Ewangelickim. Odbył praktyki ogrodnicze w gospodarstwach Piotra Hosera, Wilhelma Majlerta i Waleriana Kronenberga; w 1912, z pomocą teścia – ogrodnika Jana Wankego, kupił gospodarstwo 30-hektarowe we wsi Skorosze, na terenie dzisiejszej dzielnicy Ursus w Warszawie. Prowadził w nim uprawę gruntową ogórków, cebuli i kapusty, które sprzedawał w Rosji.
Lata I wojny światowej spędził w Rosji, dokąd został ewakuowany jako ewangelik; początkowo przebywał w Saratowie, potem w Kałudze i wreszcie w Moskwie, gdzie wykonywał obowiązki ogrodnika miejskiego. Z jego inicjatywy pojawiły się w Moskwie kwietniki dywanowe. Administrował także z powodzeniem gospodarstwem moskiewskiego Instytutu Weterynarii, ale nie przyjął propozycji osiedlenia się w Rosji na stałe. W 1918 powrócił do Skorosz, gdzie niebawem nie tylko rozwinął uprawę warzywną, ale pozyskał nowe rynki zbytu – w Niemczech i Anglii. Zatrudniał kilkudziesięciu pracowników.
W latach międzywojennych Acher stał się także aktywnym działaczem środowiska lokalnego. Od 1920 był pierwszym wójtem gminy Skorosze. Przyczynił się do budowy szkół w Ursusie, Pęcicach i Opaczy, w 1925 zainicjował działalność i został prezesem Ochotniczej Straży Pożarnej w Skoroszach. W 1927 był w gronie założycieli Polskiego Związku Producentów Warzyw w Warszawie, a następnie jego wieloletnim działaczem, także po przekształceniu w Warszawską Spółdzielnię Ogrodniczą (zasiadał w Radzie Naczelnej spółdzielni). W latach kryzysu ekonomicznego przełomu lat 20. i 30. zmuszony był ograniczyć działalność, a znaczną część jego gospodarstwa rozparcelowano pod budowę osiedla mieszkaniowego.
Działalności społecznej pozostał wierny w latach okupacji; pomagał wysiedleńcom, dostarczał jedzenie do kuchni wojskowych we wrześniu 1939, a kilka lat później organizował dożywianie warszawiaków wypędzonych po powstaniu. Był wiceprezesem Rady Głównej Opiekuńczej na terenie Ursusa. Jednocześnie udzielał się w konspiracji; odmówił podpisania volkslisty, a w zabudowaniach gospodarczych jego firmy znajdował się magazyn broni kompanii "Kordian" zgrupowania "Obroża" Armii Krajowej. Wydawanie przez Achera fałszywych zaświadczeń o pracy w jego gospodarstwie uratowało wielu Polaków przed wywiezieniem na roboty przymusowe.
Po wojnie Acher przez kilka lat nadal prowadził gospodarstwo, które ostatecznie zlikwidowano w związku z przeznaczeniem terenu pod zabudowę mieszkaniową. Pozostawał także nadal działaczem spółdzielczości ogrodniczej. Udzielał się aktywnie w życiu religijnym, był członkiem rady kościelnej
parafii ewangelicko-augsburskiej św. Trójcy w Warszawie, przyczynił się do uporządkowania cmentarza ewangelicko-augsburskiego w Warszawie po zniszczeniach wojennych. Zmarł 4 lipca 1958 w Warszawie i pochowany został na tym właśnie cmentarzu, w grobie rodzinnym (aleja 7, grób 20).
Był żonaty z Lucyną z domu Wanke (1880-1970), miał czworo dzieci; wszystkie były zaangażowane w konspirację antyhitlerowską. Obaj synowie walczyli w kampanii wrześniowej, Jan był następnie oficerem w kompanii "Kordian" Armii Krajowej; po wojnie prowadził z ojcem gospodarstwo. Drugi syn Zygmunt pracował w przemyśle garbarskim. Córki Hanna (zamężna Świerczewska) i Krystyna (zamężna Rutkowska) były związane z Wojskową Służbą Kobiet Armii Krajowej.

## Upamiętnienie
Imieniem Franciszka Adolfa Achera nazwana jest (od 1991) jedna z ulic na terenie dzisiejszego osiedla Skorosze (obecna warszawska dzielnica Ursus) oraz leżący nieopodal mały park znajdujący się u zbiegu ulic Dzieci Warszawy i Walerego Sławka (tzw. Acherówka). Jego nazwisko umieszczono także na tablicy pamiątkowej na dawnym budynku gminy w Skoroszach, odsłoniętej 17 stycznia 1982.